# Alexandru Epureanu
Alexandru Epureanu est un footballeur international moldave né le 27 septembre 1986 à Chișinău. Il a évolué İstanbul Başakşehir au poste de défenseur central.Il prend sa retraite en 2023.

## Biographie

### Carrière en sélection
Alexandru Epureanu est international moldave depuis 2006. Il totalise 100 sélections et sept buts avec l'équipe de Moldavie.

## Palmarès
- Champion de Moldavie : 2005, 2006
- Vainqueur de la Coupe de Moldavie : 2004, 2006
- Finaliste de la Supercoupe de Moldavie : 2004
- Vainqueur de la Supercoupe de Moldavie : 2005
- Finaliste de la Coupe de Russie : 2012
- Finaliste de la Coupe de Turquie : 2017
- Vice-champion de Turquie : 2017, 2019
- Champion de Turquie : 2020